# بوچک (استان اشوی‌داشکسیه)
بوچک (به لهستانی: Buczek) یک منطقهٔ مسکونی در لهستان است که در گمینا دویکوزه واقع شده‌است.